# Raymond Callemin
(Raymond Callemin)
François Raymond Callemin, noto anche con il soprannome di Raymond la Science (Bruxelles, 26 marzo 1890 – Parigi, 21 aprile 1913), è stato un anarchico  e fuorilegge belga, uno dei più attivi membri della banda Bonnot in Francia. Esponente dell'anarchismo individualista e illegalista, fu ghigliottinato a soli 23 anni con altri due membri della banda per l'omicidio di un poliziotto durante una rapina.

## Biografia
(Raymond Callemin nel 1912)
Raymond Callemin nasce a Bruxelles il 26 marzo 1890. Suo padre è un ciabattino, Narcisse Callemin, socialista oramai disgustato dagli eventi della vita e dal socialismo stesso, e quindi più dedito oramai al bere che all'impegno politico.

### L’incontro e l’amicizia con Victor Serge
Raymond, «piccolo, tozzo, miope e di spirito caustico», nel 1902 incontra Viktor L'vovič Kibal'čič, che in seguito sarà più conosciuto come Victor Serge, e nonostante inizialmente il primo approccio tra i due si risolva quasi in uno scontro fisico, tra loro nasce subito una grande e vera amicizia, anche se gli aspri e vivaci scontri ideologici non mancheranno mai. Serge sarà il primo e più importante biografo di Callemin.
Raymond, Victor ed altri due loro amici condividono le prime letture politiche e non (James Fenimore Cooper, Louis Blanc, Émile Zola, ecc.), le prime manifestazioni e l’approccio all'anarchia. Insieme vivono le fatiche fisiche del lavoro, e Callemin a sedici anni intraprende l'apprendistato come fotografo, poi a diciassette viene condannato per la prima volta a tre mesi di carcere. Ne uscirà più arrabbiato che mai.
Per un breve periodo Raymond e Victor aderiscono alla Colonia di Stoeckel, nei pressi di Bruxelles. Raymond collabora al giornale individualista belga «Le Révolté» che era succeduto a «Le Communiste».
Amante del buon teatro e della musica, con il passar del tempo Raymond si spinge sempre più verso il radicalismo individualista ed illegalista, invocando continuamente la «ragione scientifica» contro i misfatti del sentimento; disprezza per questo l'amore e l'innamoramento verso le donne, diventa vegetariano e si rifiuta di bere caffè e alcolici. Queste sono le ragioni per cui verrà soprannominato dagli amici-compagni con il nomignolo di Raymond la Science.

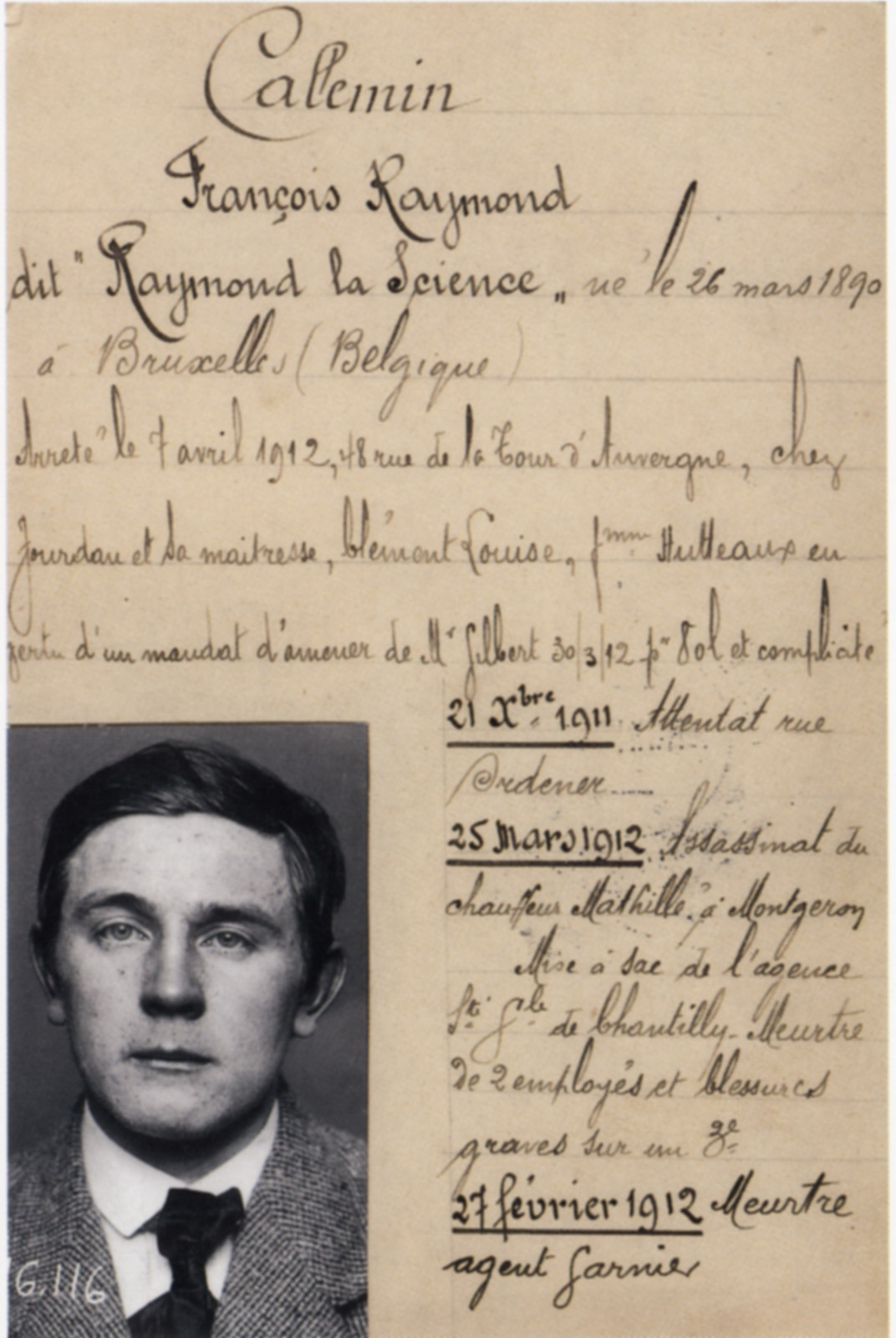
Scheda della polizia su Raymond Callemin

### Esilio in Francia: «L'Anarchie» e la banda Bonnot
Non avendo risposto alla chiamata al servizio militare, Raymond nel 1910 lascia il Belgio e si trasferisce in Francia, a Romainville. Nella cittadina entra in contatto con gli anarchici del giornale «L’Anarchie» diretto da Albert Libertad e attorno cui gravitano individualisti come Édouard Carouy, André Soudy, Octave Garnier, Élie Monnier, René Valet, Eugène Dieudonné ed altri.
A Romainville si trovano pure Victor Serge e Rirette Maitrejean. Dopo la morte di Libertad saranno loro a prendere in mano la direzione del giornale, ingenerando ben presto conflitti con il gruppo di Callemin e degli individualisti illegalisti che porterà  questi ultimi ad allontanarsi dal giornale e a stringere rapporti sempre più stretti con Jules Bonnot, dal quale nascerà la cosiddetta banda Bonnot, che vedeva nell'illegalismo una rivolta stirneriana.

Litiga pesantemente con l'amico Victor Serge, che aveva osato criticare il gruppo di Callemin sulle pagine de «L'Anarchie», dicendogli: 
Con Bonnot e la sua banda, Raymond la Science partecipa alla maggior parte delle rapine da loro messe in atto. È lui che, il 27 febbraio 1912 in Place Havre (Parigi), uccide a colpi di pistola un agente che cercava di fermarli.

#### L'arresto e la condanna a morte
Viene arrestato il 7 aprile 1912; André Soudy era stato arrestato il 30 marzo; anche gli altri membri della banda fanno l'identica fine: Étienne Monier, Eugène Dieudonné, Marius Metge, Édouard Carouy, Victor Serge e Rirette Maitrejean saranno tutti arrestati. Diverso il destino per Jules Bonnot, ucciso dalla polizia il 28 aprile 1912, e per Octave Garnier e René Valet, assassinati in un conflitto a fuoco con le forze dell'ordine il 15 maggio 1912. Al momento dell'arresto Callemin disse ai poliziotti: 
Raymond Callemin viene processato, come massimo membro di spicco sopravvissuto, a partire dal 3 febbraio 1913, insieme a molti altri anarchici accusati, a torto o ragione, di far parte della banda.
(Victor Serge, Memorie di un rivoluzionario, Edizioni e\o, pag 50)

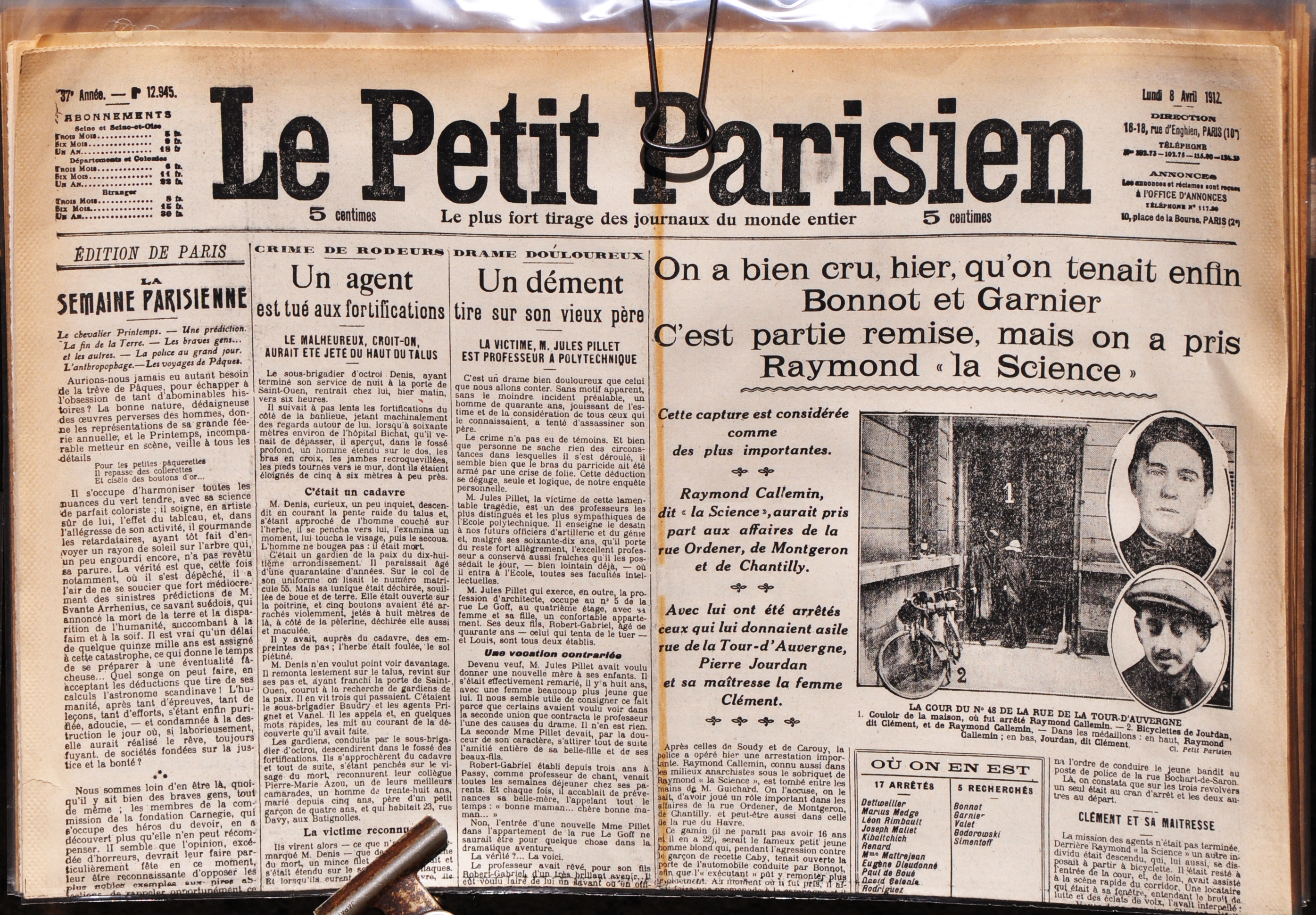
Pagina di Le Petit Parisien con la notizia dell'arresto di "Raymond la Science"

Il verdetto viene pronunciato il 28 febbraio 1913: condanna alla pena di morte per ghigliottina insieme a André Soudy, Élie Monnier e Eugène Dieudonné. Dopo la lettura della sentenza Raymond proverà a scagionare quest’ultimo, accusato ingiustamente di omicidio in merito ai fatti accaduti in rue Ordener a Parigi il 21 dicembre 1911, assumendosene le colpe. Questa sua deposizione viene però considerata troppo tardiva, anche se alla fine la pena di Dieudonné sarà commutata nei lavori forzati a vita (in seguito sarà graziato e liberato). Victor Serge viene imputato e condannato a 5 anni come presunto "ideologo".
Raymond Callemin viene giustiziato a Parigi il 21 aprile 1913, davanti al carcere de La Santé dove era detenuto. Ai giornalisti accorsi per seguire la sua esecuzione dice pressappoco: «È bello vero, veder morire un uomo?».

## Filmografia
- La banda Bonnot, interpretato da Jacques Brel